# هيرمان (رئيس أساقفة فنلندا)
هيرمان واسمه الكامل هيرمان آف (بالإستونية: Herman Aav؛ بالروسية: Герман Аав)؛ (2 سبتمبر 1878 - 14 يناير 1961) كان أسقف سورتافالا بين سنتي 1922 و1925، ورئيس الكنيسة الفنلندية الأرثوذكسية ورئيس أساقفة كاريليا وسائر فنلندا بين سنتي 1925 و1960.
كان أول من يلقب برئيس أساقفة فنلندا وذلك سنة 1924. وفي سنة 1935، منحه البطريرك فوتيوس الثاني حق ارتداء الكلوبوك أبيض اللون. وإضافة إلى مهامه الكهنوتية، كان هيرمان ملحنا ومؤلفا. نشرت أعماله في كل من فنلندا وإستونيا مسقط رأسه. كما أسس دير فالام الجديد في 1940.

## انتقادات

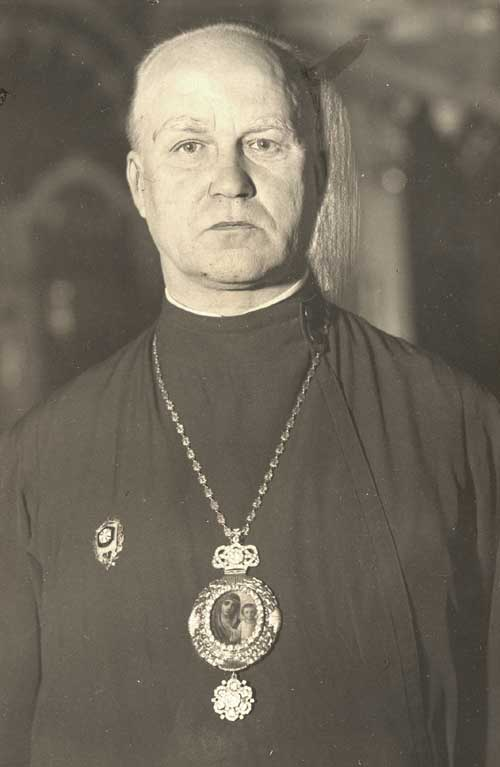
صورة لهيرمان سنة 1934. هيرمان كان حليقا عكس المعتاد من الكهنة الأرثوذكس.

انتقد أنطوني، مطران كييف ورئيس الكنيسة الروسية الأرثوذكسية خارج روسيا فيما بعد، انتقد قرار تعيين هيرمان رئيس أساقفة على فنلندا؛ إذ قال:
كما أنه سمح للكهنة الفنلنديين أن يحلقوا لحاهم ورؤوسهم، وتغاضى عن استعمال الصليب الروسي مثمن الرؤوس. وابتدأ في الاستغناء عن السلافية من الطقوس لصالح اللغة المحلية.
بعد سنوات من انتهاء الحرب، برزت محاولات من بطريركية موسكو لإعادة الكنيسة الفنلندية إلى سلطتها، لكن هيرمان لم يستجب لها رغبة منه في الحفاظ على التقويم الغريغوري، وافقت موسكو على شرطه مع التحفظ حول توقيت عيد الفصح. مع مرور السنوات، تراجعت المطالب الروسية وابتداء من عام 1957 تخلت موسكو عن رغبتها.

## الوفاة
في 1 يوليو 1960 ترك هيرمان منصبه بعد إذ تقاعد لأسباب صحية. وتوفي في 14 يناير 1961 في مقر إقامته في كووبيو ودفن هناك.
| سبقه سيرافيم (رئيس أساقفة فنلندا) | رئيس أساقفة كاريليا وسائر فنلندا 1925 - 1960 | تبعه بولس (رئيس أساقفة فنلندا) |